# Club de Yates Balboa

Sede social del club

El Club de Yates Balboa (Balboa Yacht Club en idioma inglés y oficialmente) es un club náutico ubicado en Newport Beach, California (Estados Unidos). 

## Historia
Fue fundado en 1922 como Southland Sailing Club, pero pronto cambió de nombre al actual, que, al igual que Isla Balboa, donde se ubicó su primera sede social en 1926, toma su nombre del apellido del explorador español Vasco Núñez de Balboa.
Bob White y Bob Davis ganaron el Trofeo Hub E. Isaacks para su flota Snipe en los años 1945 y 1946 respectivamente. David Ullman ganó tres veces el Campeonato Mundial de 470 (1977, 1978 y 1980).
En 1967 se instauró la "Copa del Gobernador", auspiciada por el entonces Gobernador de California, Ronald Reagan, que se ha convertido en una de las competiciones de match race juvenil más importantes del mundo.

## Flotas
Sus flotas más activas actualmente son las de Sabot, Lido 14s, Laser, y Harbor 20s.